# Luonan
Luonan (洛南县,  Luònán Xiàn) ist ein Kreis der bezirksfreien Stadt Shangluo im Osten der chinesischen Provinz Shaanxi. Die Fläche beträgt 2.834 Quadratkilometer und die Einwohnerzahl 365.736 (Stand: Zensus 2020). 1999 zählte Luonan 440.675 Einwohner.
Die im Kreisgebiet gelegenen paläolithischen Stätten Huashilang (花石浪遗址, Huāshílàng yízhǐ) und Luonan-Becken (洛南盆地旧石器地点群, Luònán péndì jiù shíqì dìdiǎn qún) stehen seit 2001 bzw. 2013 auf der Liste der Denkmäler der Volksrepublik China.